# Aphanosperma occidentalis
Aphanosperma occidentalis là một loài bọ cánh cứng trong họ Cerambycidae.